# Аллсвенскан
Чемпіона́т Шве́ції з футбо́лу, Аллсве́нскан (швед. Allsvenskan) — футбольні змагання в Швеції. Турнір засновано в 1924 році. До цього вищою лігою Швеції з футболу у 1910—1924 роках була Свенска Серієн, однак її переможець не отримував звання чемпіона, яке розігрувалося з 1896 по 1925 рік у турнірі Свенска Местерскапет, що проводився за кубковою системою. 
Першим переможцем чемпіонату 1925 року став клуб ГАІС (Гетеборг). Назва «Аллсвенскан» до 1987 року була неофіційною, і використовувалася назва «Перший дивізіон» (Division I). Аллсвенскан — найвищий дивізіон у системі шведських футбольних ліг. Від 2008 року участь у змаганнях беруть 16 клубів.
Від 1931 року переможець Аллсвенскан офіційно визнавався чемпіоном Швеції з футболу. У 1982—1990 рр. чемпіонат завершувався розіграшем плей-оф. У 1990 і 1991 роках команди за підсумками першого етапу поділялися на лігу Mästerskapsserien і лігу Kvalsvenskan. З 1993 року чемпіон визначається за простою двоколовою системою.

## Переможці
У 1896—1925 роках титул чемпіона Швеції присуджували переможцям кубка Svenska Mästerskapet. У 1926—1930 р. не присуджували. У 1931—1981 і з 1993 титул присвоювали переможцям Аллсвенскан. У 1982—1990 чемпіоном Швеції ставав переможець плей-оф Аллсвенскан. У 1991—1992 — переможець Mästerskapsserien.

### Чемпіони Швеції

Лого 1996—2011 років

Лого 2012—2018 років

Лого 2019—2020 років

| Сезон     | Чемпіон                | Срібний призер         |
| --------- | ---------------------- | ---------------------- |
| 1896      | «Ергрюте» (1)          | «Ідроттенс Веннер»     |
| 1897      | «Ергрюте» (2)          | «Ергрюте»-2            |
| 1898      | «Ергрюте» (3)          | АІК Стокгольм          |
| 1899      | «Ергрюте» (4)          | Гетеборг ФФ            |
| 1900      | АІК Стокгольм (1)      | «Ергрюте»              |
| 1901      | АІК Стокгольм (2)      | «Ергрюте»-2            |
| 1902      | «Ергрюте» (5)          | Єнчепінг АІФ           |
| 1903      | Гетеборг ІФ (1)        | Гетеборг ФФ            |
| 1904      | «Ергрюте» (6)          | «Юргорден»             |
| 1905      | «Ергрюте» (7)          | ІФК Стокгольм          |
| 1906      | «Ергрюте» (8)          | «Юргорден»             |
| 1907      | «Ергрюте» (9)          | ІФК Уппсала            |
| 1908      | ІФК Гетеборг (1)       | ІФК Уппсала            |
| 1909      | «Ергрюте» (10)         | «Юргорден»             |
| 1910      | ІФК Гетеборг (2)       | «Юргорден»             |
| 1911      | АІК Стокгольм (3)      | ІФК Уппсала            |
| 1911-12   | «Юргорден» (1)         | «Ергрюте»              |
| 1912-13   | «Ергрюте» (11)         | «Юргорден»             |
| 1913-14   | АІК Стокгольм (4)      | Гельсінгборгс ІФ       |
| 1914-15   | «Юргорден» (2)         | «Ергрюте»              |
| 1915-16   | АІК Стокгольм (5)      | «Юргорден»             |
| 1916-17   | «Юргорден» (3)         | АІК Стокгольм          |
| 1918      | ІФК Гетеборг (3)       | Гельсінгборгс ІФ       |
| 1919      | ГАІС (1)               | «Юргорден»             |
| 1920      | «Юргорден» (4)         | «Слейпнер»             |
| 1920-21   | ІФК Ескільстуна (1)    | «Слейпнер»             |
| 1922      | ГАІС (2)               | «Гаммарбю»             |
| 1922-23   | АІК Стокгольм (6)      | ІФК Ескільстуна        |
| 1923-24   | «Фессбергс» (1)        | «Сіріус»               |
| 1924-25   | «Брюнес» (1)           | «Дербі»                |
| 1926—1930 | Титул не присуджувався | Титул не присуджувався |
| 1930-31   | ГАІС (3)               | АІК Стокгольм          |
| 1931-32   | АІК Стокгольм (7)      | «Ергрюте»              |
| 1932-33   | Гельсінгборгс ІФ (1)   | ГАІС                   |
| 1933-34   | Гельсінгборгс ІФ (2)   | ГАІС                   |
| 1934-35   | ІФК Гетеборг (4)       | АІК Стокгольм          |
| 1935-36   | «Ельфсборг» (1)        | АІК Стокгольм          |
| 1936-37   | АІК Стокгольм (8)      | «Слейпнер»             |
| 1937-38   | «Слейпнер» (1)         | Гельсінгборгс ІФ       |
| 1938-39   | «Ельфсборг» (2)        | АІК Стокгольм          |
| 1939-40   | «Ельфсборг» (3)        | ІФК Гетеборг           |
| 1940-41   | Гельсінгборгс ІФ (3)   | Дегерфорс ІФ           |
| 1941-42   | ІФК Гетеборг (5)       | ГАІС                   |
| 1942-43   | ІФК Норрчепінг (1)     | «Ельфсборг»            |
| 1943-44   | Мальме ФФ (1)          | «Ельфсборг»            |
| 1944-45   | ІФК Норрчепінг (2)     | «Ельфсборг»«»          |
| 1945-46   | ІФК Норрчепінг (3)     | Мальме ФФ              |
| 1946-47   | ІФК Норрчепінг (4)     | АІК Стокгольм          |
| 1947-48   | ІФК Норрчепінг (5)     | Мальме ФФ              |
| 1948-49   | Мальме ФФ (2)          | Гельсінгборгс ІФ       |
| 1949-50   | Мальме ФФ (3)          | «Єнчепінг Седра»       |
| 1950-51   | Мальме ФФ (4)          | Роо ІФ                 |
| 1951-52   | ІФК Норрчепінг (6)     | Мальме ФФ              |
| 1952-53   | Мальме ФФ (5)          | ІФК Норрчепінг         |
| 1953-54   | ГАІС (4)               | Гельсінгборгс ІФ       |
| 1954-55   | «Юргорден» (5)         | Гальмстад БК           |
| 1955-56   | ІФК Норрчепінг (7)     | Мальме ФФ              |
| 1956-57   | ІФК Норрчепінг (8)     | Мальме ФФ              |
| 1957-58   | ІФК Гетеборг (6)       | ІФК Норрчепінг         |
| 1959      | «Юргорден» (6)         | ІФК Норрчепінг         |
| 1960      | ІФК Норрчепінг (9)     | ІФК Мальме             |
| 1961      | «Ельфсборг» (4)        | ІФК Норрчепінг         |
| 1962      | ІФК Норрчепінг (10)    | «Юргорден»             |
| 1963      | ІФК Норрчепінг (11)    | Дегерфорс ІФ           |
| 1964      | «Юргорден» (7)         | Мальме ФФ              |
| 1965      | Мальме ФФ (6)          | «Ельфсборг»            |
| 1966      | «Юргорден» (8)         | ІФК Норрчепінг         |
| 1967      | Мальме ФФ (7)          | «Юргорден»             |
| 1968      | «Естерс» (1)           | Мальме ФФ              |
| 1969      | ІФК Гетеборг (7)       | Мальме ФФ              |
| 1970      | Мальме ФФ (8)          | Отвідабергс ФФ         |
| 1971      | Мальме ФФ (9)          | Отвідабергс ФФ         |
| 1972      | Отвідабергс ФФ (1)     | АІК Стокгольм          |
| 1973      | Отвідабергс ФФ (2)     | «Естерс»               |
| 1974      | Мальме ФФ (10)         | АІК Стокгольм          |
| 1975      | Мальме ФФ (11)         | «Естерс»               |
| 1976      | Гальмстад БК (1)       | Мальме ФФ              |
| 1977      | Мальме ФФ (12)         | «Ельфсборг»            |
| 1978      | «Естерс» (2)           | Мальме ФФ              |
| 1979      | Гальмстад БК (2)       | ІФК Гетеборг           |
| 1980      | «Естерс» (3)           | Мальме ФФ              |
| 1981      | «Естерс» (4)           | ІФК Гетеборг           |
| 1982      | ІФК Гетеборг (8)       | «Гаммарбю»             |
| 1983      | ІФК Гетеборг (9)       | «Естерс»               |
| 1984      | ІФК Гетеборг (10)      | ІФК Норрчепінг         |
| 1985      | «Ергрюте» (12)         | ІФК Гетеборг           |
| 1986      | Мальме ФФ (13)         | АІК Стокгольм          |
| 1987      | ІФК Гетеборг (11)      | Мальме ФФ              |
| 1988      | Мальме ФФ (14)         | «Юргорден»             |
| 1989      | ІФК Норрчепінг (12)    | Мальме ФФ              |
| 1990      | ІФК Гетеборг (12)      | ІФК Норрчепінг         |
| 1991      | ІФК Гетеборг (13)      | ІФК Норрчепінг         |
| 1992      | АІК Стокгольм (9)      | ІФК Норрчепінг         |
| 1993      | ІФК Гетеборг (14)      | ІФК Норрчепінг         |
| 1994      | ІФК Гетеборг (15)      | Еребру СК              |
| 1995      | ІФК Гетеборг (16)      | Гельсінгборгс ІФ       |
| 1996      | ІФК Гетеборг (17)      | Мальме ФФ              |
| 1997      | Гальмстад БК (3)       | ІФК Гетеборг           |
| 1998      | АІК Стокгольм (10)     | Гельсінгборгс ІФ       |
| 1999      | Гельсінгборгс ІФ (4)   | АІК Стокгольм          |
| 2000      | Гальмстад БК (4)       | Гельсінгборгс ІФ       |
| 2001      | «Гаммарбю» (1)         | «Юргорден»             |
| 2002      | «Юргорден» (9)         | Мальме ФФ              |
| 2003      | «Юргорден» (10)        | «Гаммарбю»             |
| 2004      | Мальме ФФ (15)         | Гальмстад БК           |
| 2005      | «Юргорден» (11)        | ІФК Гетеборг           |
| 2006      | «Ельфсборг» (5)        | АІК Стокгольм          |
| 2007      | ІФК Гетеборг (18)      | Кальмар ФФ             |
| 2008      | Кальмар ФФ (1)         | «Ельфсборг»            |
| 2009      | АІК Стокгольм (11)     | ІФК Гетеборг           |
| 2010      | Мальме ФФ (16)         | Гельсінгборгс ІФ       |
| 2011      | Гельсінгборгс ІФ (5)   | АІК Стокгольм          |
| 2012      | Ельфсборг (6)          | «Геккен»               |
| 2013      | Мальме ФФ (17)         | АІК Стокгольм          |
| 2014      | Мальме ФФ (18)         | ІФК Гетеборг           |
| 2015      | ІФК Норрчепінг (13)    | ІФК Гетеборг           |
| 2016      | Мальме ФФ (19)         | АІК Стокгольм          |
| 2017      | Мальме ФФ (20)         | АІК Стокгольм          |
| 2018      | АІК Стокгольм (12)     | ІФК Норрчепінг         |
| 2019      | «Юргорден» (12)        | Мальме ФФ              |
| 2020      | Мальме ФФ (21)         | «Ельфсборг»            |
| 2021      | Мальме ФФ (22)         | АІК Стокгольм          |
| 2022      | «Геккен» (1)           | «Юргорден»             |
| 2023      | Мальме ФФ (23)         | «Ельфсборг»            |
| 2024      | Мальме ФФ (24)         | Гаммарбю ІФ            |

## Статистика перемог у чемпіонатах Швеції
| Число перемог | Клуб                       |
| ------------- | -------------------------- |
| 24            | Мальме ФФ                  |
| 18            | ІФК Гетеборг               |
| 13            | ІФК Норрчепінг             |
| 12            | «Ергрюте» ІС (Гетеборг)    |
| 12            | АІК Стокгольм              |
| 12            | «Юргорден» ІФ (Стокгольм)  |
| 6             | ІФ «Ельфсборг» (Бурос)     |
| 5             | Гельсінгборгс ІФ           |
| 4             | Гальмстад БК               |
| 4             | ГАІС Гетеборг              |
| 4             | «Естерс» ІФ (Векше)        |
| 2             | Отвідабергс ФФ             |
| 1             | «Брюнес» ІФ (Євле)         |
| 1             | «Гаммарбю» ІФ (Стокгольм)  |
| 1             | Гетеборг ІФ                |
| 1             | ІФК Ескільстуна            |
| 1             | ІК «Слейпнер» (Норрчепінг) |
| 1             | Кальмар ФФ                 |
| 1             | «Фессбергс» ІФ (Мельндаль) |
| 1             | БК «Геккен» (Гетеборг)     |

### Переможці Аллсвенскан
Переможець Аллсвенскан отримує від 2001 року перехідний Кубок Леннарта Юганссона.

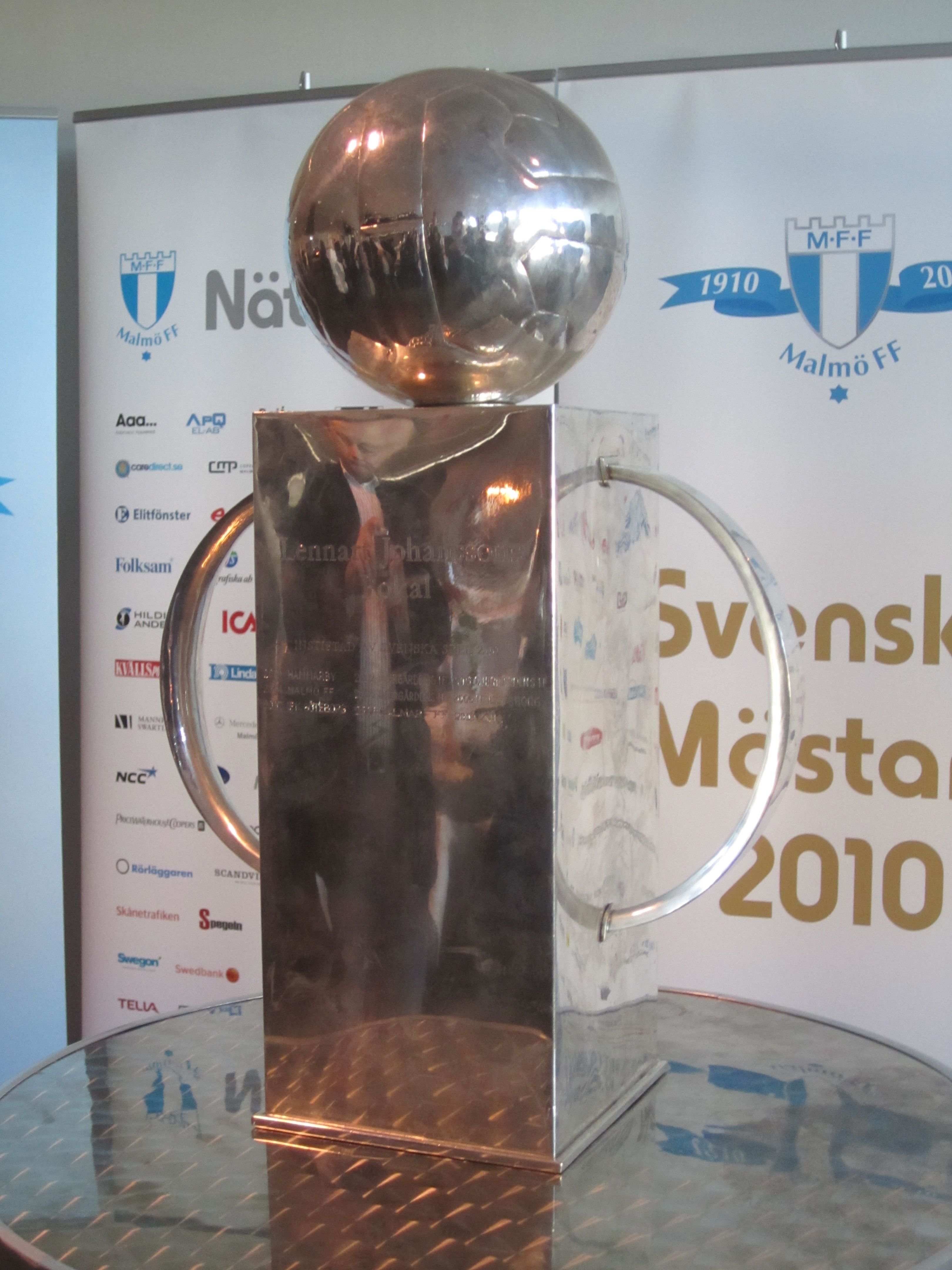
Кубок Леннарта Юганссона

| Сезон                                                                        | Чемпіон          | Срібний призер   |
| ---------------------------------------------------------------------------- | ---------------- | ---------------- |
| 1924-25                                                                      | ГАІС             | ІФК Гетеборг     |
| 1925-26                                                                      | «Ергрюте»        | ГАІС             |
| 1926-27                                                                      | ГАІС             | ІФК Гетеборг     |
| 1927-28                                                                      | «Ергрюте»        | Гельсінгборгс ІФ |
| 1928-29                                                                      | Гельсінгборгс ІФ | «Ергрюте»        |
| 1929-30                                                                      | Гельсінгборгс ІФ | ІФК Гетеборг     |
| У 1931—1981 роках переможець Аллсвенскан автоматично ставав чемпіоном Швеції |                  |                  |
| 1982                                                                         | ІФК Гетеборг     | «Гаммарбю»       |
| 1983                                                                         | АІК              | Мальме ФФ        |
| 1984                                                                         | ІФК Гетеборг     | АІК              |
| 1985                                                                         | Мальме ФФ        | Кальмар ФФ       |
| 1986                                                                         | Мальме ФФ        | ІФК Гетеборг     |
| 1987                                                                         | Мальме ФФ        | ІФК Норрчепінг   |
| 1988                                                                         | Мальме ФФ        | ІФК Гетеборг     |
| 1989                                                                         | Мальме ФФ        | ІФК Норрчепінг   |
| 1990                                                                         | ІФК Гетеборг     | ІФК Норрчепінг   |
| 1991                                                                         | ІФК Гетеборг     | Еребру СК        |
| 1992                                                                         | ІФК Гетеборг     | «Естерс»         |
| З 1993 року переможець Аллсвенскан автоматично стає чемпіоном Швеції         |                  |                  |

## Статистика перемог в Аллсвенскан
| Число перемог | Клуб                       |
| ------------- | -------------------------- |
| 24            | Мальме ФФ                  |
| 13            | ІФК Гетеборг               |
| 13            | ІФК Норрчепінг             |
| 8             | «Юргорден» ІФ (Стокгольм)  |
| 7             | Гельсінгборгс ІФ           |
| 6             | ІФ «Ельфсборг» (Бурос)     |
| 6             | АІК Стокгольм              |
| 4             | ГАІС Гетеборг              |
| 4             | Гальмстад БК               |
| 4             | «Естерс» ІФ (Векше)        |
| 2             | Отвідабергс ФФ             |
| 2             | «Ергрюте» ІС (Гетеборг)    |
| 1             | «Гаммарбю» ІФ (Стокгольм)  |
| 1             | ІК «Слейпнер» (Норрчепінг) |
| 1             | Кальмар ФФ                 |
| 1             | БК «Геккен» (Гетеборг)     |